# Jonas Edman (sportskytt)
Jonas Edman, född 4 mars 1967 i Linköping, svensk sportskytt som tog OS-guld 50 meter gevär 60 skott liggande vid olympiska sommarspelen 2000 i Sydney. Han har även ett VM-guld från 1998 i lag 300 meter, och en vinst i världscupsfinalen 2001. Han har efter skyttekarriären drivit ett företag som sålt skytteutrustning, varit skyttetränare för svenska skidskyttelandslaget och sedan 2013 är han anställd som sportchef på Svenska Skyttesportförbundet.

## Familj
Edman har en dotter, Isabelle.